# Бруєр Юліан Петрович
Юліа́н Петро́вич Бру́єр (нар.? - пом.?) - педагог, статський радник.

## Життєпис

### Трудова діяльність
У джерелах стосовно державної служби починає згадуватися у 1893-1896 навчальних роках (хоча інше джерело свідчить про початок служби в галузі освіти з 1 січня 1992 року) як викладач французької мови без чину Красноуфимського технічного навчального закладу.
У 1897-1898 навчальному році спочатку в чині колезький асесор працює викладачем французької мови в Омській чоловічій гімназії, а у 1898-1900 навчальних роках - у чині надвірний радник.
У 1901-1907 навчальних роках спочатку в чині колезький радник працює викладачем французької мови у Суворовському кадетському корпусі у Варшаві, а у 1907-1911 навчальних роках - у чині статський радник.
У 1911-1914 навчальних роках працює викладачем французької мови чоловічої гімназії у місті Златополі.
У 1914-1916 навчальних роках працює викладачем французької мови Маріупольської чоловічої гімназії.

## Нагороди
- Орден Святої Анни 3 ступеня (6 грудня 1909[1])

## Зазначення
1. 1 2  Державний архів Кіровоградської області. Список службовців Златопільської чоловічої гімназії на 1913-1914 навчальний рік. Ф. 499 оп. 1 спр. 872 С. 1 [Архівовано 30 листопада 2016 у Wayback Machine.](рос. дореф.)
2. ↑  Адрес-Календарь. Общая Роспись начальствующих и прочих должностных лиц по всем управлениям в Российской Империи на 1894 год. Часть 1 и 2. Ч. 1 С. 588 [Архівовано 22 жовтня 2016 у Wayback Machine.](рос. дореф.)
3. ↑  Адрес-Календарь. Общая Роспись начальствующих и прочих должностных лиц по всем управлениям в Российской Империи на 1895 год. Часть 1 и 2. Ч. 1 С. 604 [Архівовано 2 лютого 2017 у Wayback Machine.](рос. дореф.)
4. ↑  Адрес-Календарь. Общая Роспись начальствующих и прочих должностных лиц по всем управлениям в Российской Империи на 1896 год. Часть 1 и 2. Ч. 1 С. 608 [Архівовано 20 грудня 2016 у Wayback Machine.](рос. дореф.)
5. ↑  Адрес-Календарь. Общая Роспись начальствующих и прочих должностных лиц по всем управлениям в Российской Империи на 1898 год. Часть 1 и 2. Ч. 1 С. 316 [Архівовано 26 лютого 2015 у Wayback Machine.](рос. дореф.)
6. ↑  Адрес-Календарь. Общая Роспись начальствующих и прочих должностных лиц во всем управлении Российской Империи. Часть 1 и 2. Ч. 1 С. 319 [Архівовано 7 травня 2017 у Wayback Machine.](рос. дореф.)
7. ↑  Адрес-Календарь. Общая роспись начальствующих и прочих должностных лиц по всем управлениям в Российской Империи на 1900 год, часть 1 и 2. Ч. 1 С. 327 [Архівовано 10 травня 2017 у Wayback Machine.](рос. дореф.)
8. ↑  Адрес-Календарь. Общая роспись начальствующих и прочих должностных лиц по всем управлениям в Российской Империи на 1902 год, часть 1 и 2. Ч. 1 С. 712 [Архівовано 10 травня 2017 у Wayback Machine.](рос. дореф.)
9. ↑  Адрес-Календарь. Общая роспись начальствующих и прочих должностных лиц по всем управлениям в Российской Империи на 1903 год. Часть 1. С. 718. [Архівовано 10 травня 2017 у Wayback Machine.](рос. дореф.)
10. ↑  Адрес-Календарь. Общая роспись начальствующих и прочих должностных лиц по всем управлениям в Российской Империи на 1904 год, часть 1. С. 704. [Архівовано 7 травня 2017 у Wayback Machine.](рос. дореф.)
11. ↑  Адрес-Календарь. Общая роспись начальствующих и прочих должностных лиц по всем управлениям в Российской Империи на 1905 год, часть 1 и 2. Ч. 1 С. 741 [Архівовано 7 травня 2017 у Wayback Machine.](рос. дореф.)
12. ↑  Адрес-Календарь. Общая роспись начальствующих и прочих должностных лиц по всем управлениям в Российской Империи на 1906 год, часть 1. С. 784. [Архівовано 5 листопада 2016 у Wayback Machine.](рос. дореф.)
13. ↑  Адрес-Календарь. Общая роспись начальствующих и прочих должностных лиц по всем управлениям в Российской Империи на 1907 год, часть 1. С. 799. [Архівовано 7 травня 2017 у Wayback Machine.](рос. дореф.)
14. ↑  Адрес-Календарь. Общая роспись начальствующих и прочих должностных лиц по всем управлениям в Российской Империи на 1908 год, часть 1 и 2. Ч. 1 С. 841 [Архівовано 5 листопада 2016 у Wayback Machine.](рос. дореф.)
15. ↑  Адрес-Календарь. Общая роспись начальствующих и прочих должностных лиц по всем управлениям в Российской Империи на 1909 год, часть 1 и 2. Ч. 1 С. 822 [Архівовано 5 листопада 2016 у Wayback Machine.](рос. дореф.)
16. ↑  Адрес-Календарь. Общая Роспись начальствующих и прочих должностных лиц по всем управлениям в Российской империи на 1910 год. Часть 1 и 2. Ч. 1 С. 933 [Архівовано 30 жовтня 2016 у Wayback Machine.](рос. дореф.)
17. ↑  Адрес-Календарь. Общая Роспись начальствующих и прочих должностных лиц по всем управлениям в Российской империи на 1911 год. Часть 1 и 2. Ч. 1 С. 970 [Архівовано 2 квітня 2015 у Wayback Machine.](рос. дореф.)
18. ↑  Варшавский кадетский корпус имени А.В.Суворова//Генеалогический форум ВГД [Архівовано 20 грудня 2016 у Wayback Machine.](рос.)
19. ↑  Адрес-Календарь. Общая Роспись начальствующих и прочих должностных лиц по всем управлениям в Российской империи на 1912 год. Часть 1 и 2. Ч. 1 С. 364 [Архівовано 3 листопада 2016 у Wayback Machine.](рос. дореф.)
20. ↑  Адрес-Календарь. Общая Роспись начальствующих и прочих должностных лиц по всем управлениям в Российской империи на 1913 год. Часть 1 и 2. Ч. 1 С. 390 [Архівовано 3 листопада 2016 у Wayback Machine.](рос. дореф.)
21. ↑  Адрес-Календарь. Общая Роспись начальствующих и прочих должностных лиц по всем управлениям в Российской империи на 1914 год. Часть 1 и 2. Ч. 1 С. 428 [Архівовано 3 листопада 2016 у Wayback Machine.](рос. дореф.)
22. ↑  Адрес-календарь Российской Империи на 1915 г., (часть 1 и 2). Ч. 1 С. 585 [Архівовано 18 жовтня 2016 у Wayback Machine.](рос. дореф.)
23. ↑  Адрес-Календарь. Общая Роспись начальствующих и прочих должностных лиц по всем управлениям в Российской империи на 1916 год. Часть 1 и 2. Ч. 1 С. 550 [Архівовано 2 квітня 2015 у Wayback Machine.](рос. дореф.)